# St.-Marien-Kirche (Wienhausen)

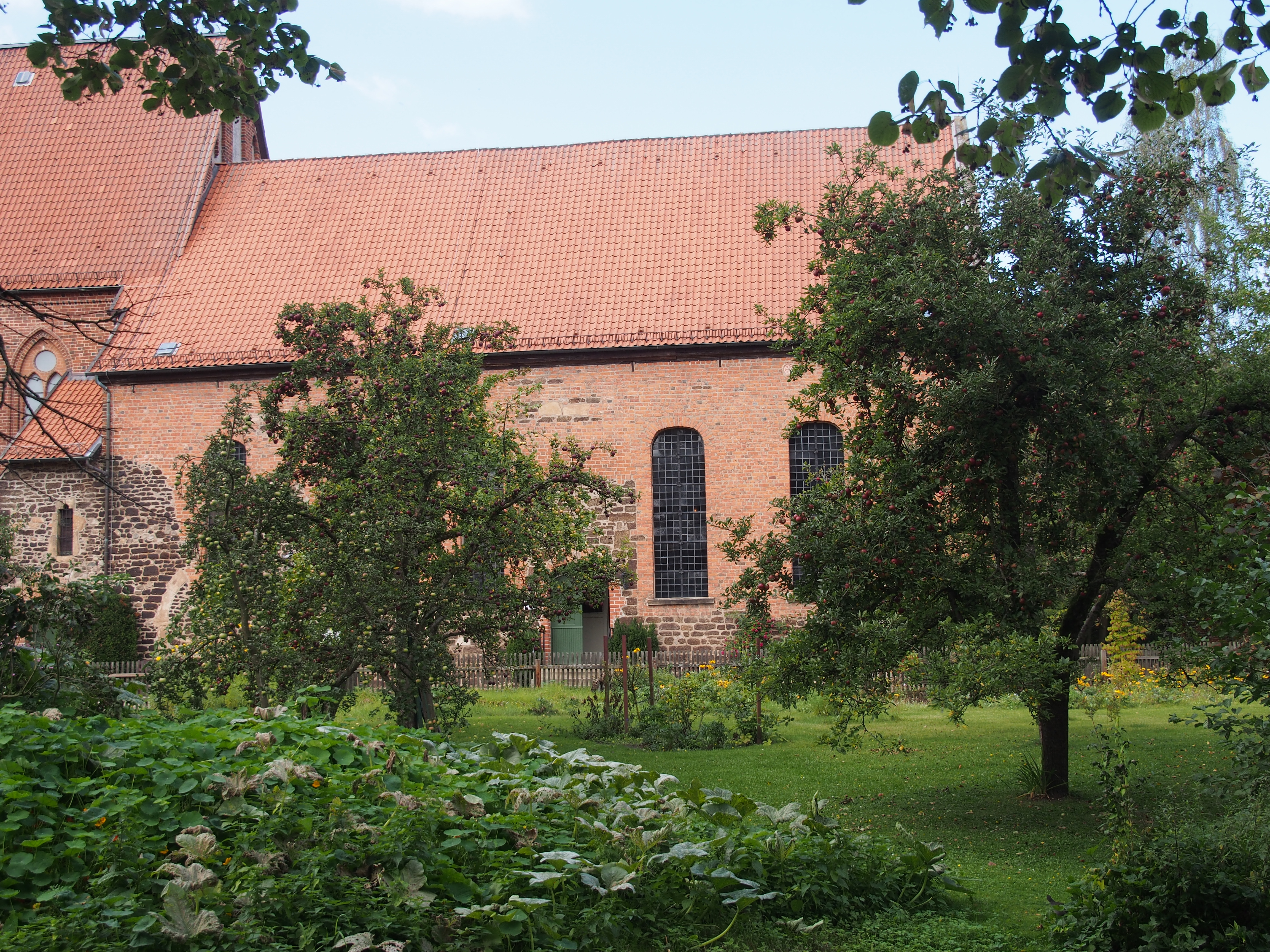
St.-Marien-Kirche

Die St.-Marien-Kirche zu Wienhausen ist die Kirche der evangelisch-lutherischen Kirchengemeinde in Wienhausen, einer Gemeinde im Landkreis Celle in Niedersachsen. Die Kirchengemeinde gehört zum Kirchenkreis Celle im Sprengel Lüneburg in der Evangelisch-lutherischen Landeskirche Hannovers.

## Baugeschichte
Die Ursprünge des Kirchenbaues gehen wahrscheinlich zurück bis in das 1. Jahrtausend. Urkunden belegen, dass 1051 und 1057 bereits Nachbargemeinden der Kirche in Wienhausen unterstellt waren. Erst später 1221 und 1229 wurde mit dem Bau des Klosters Wienhausen begonnen. Die an die Westseite der St.-Marien-Kirche angrenzende Nonnenkirche des Klosters wurde 1330 erbaut. In der Barockzeit, in den Jahren 1703 bis 1710 erfolgte ein umfassender Umbau der Kirche, unter anderem durch Verbreiterung des Chorraumes und Kürzung der ehemals durchlaufenden Emporen. 1927 legte man die bis dahin verputzte Außenfassade frei. Die als Baumaterial genutzten Raseneisensteine und Mauerziegel im Klosterformat wurden dadurch sichtbar. 2010 wurde der Innenraum der Kirche renoviert, wobei man sich an der Farbgebung des Umbaus von 1710 orientierte.

## Ausstattung

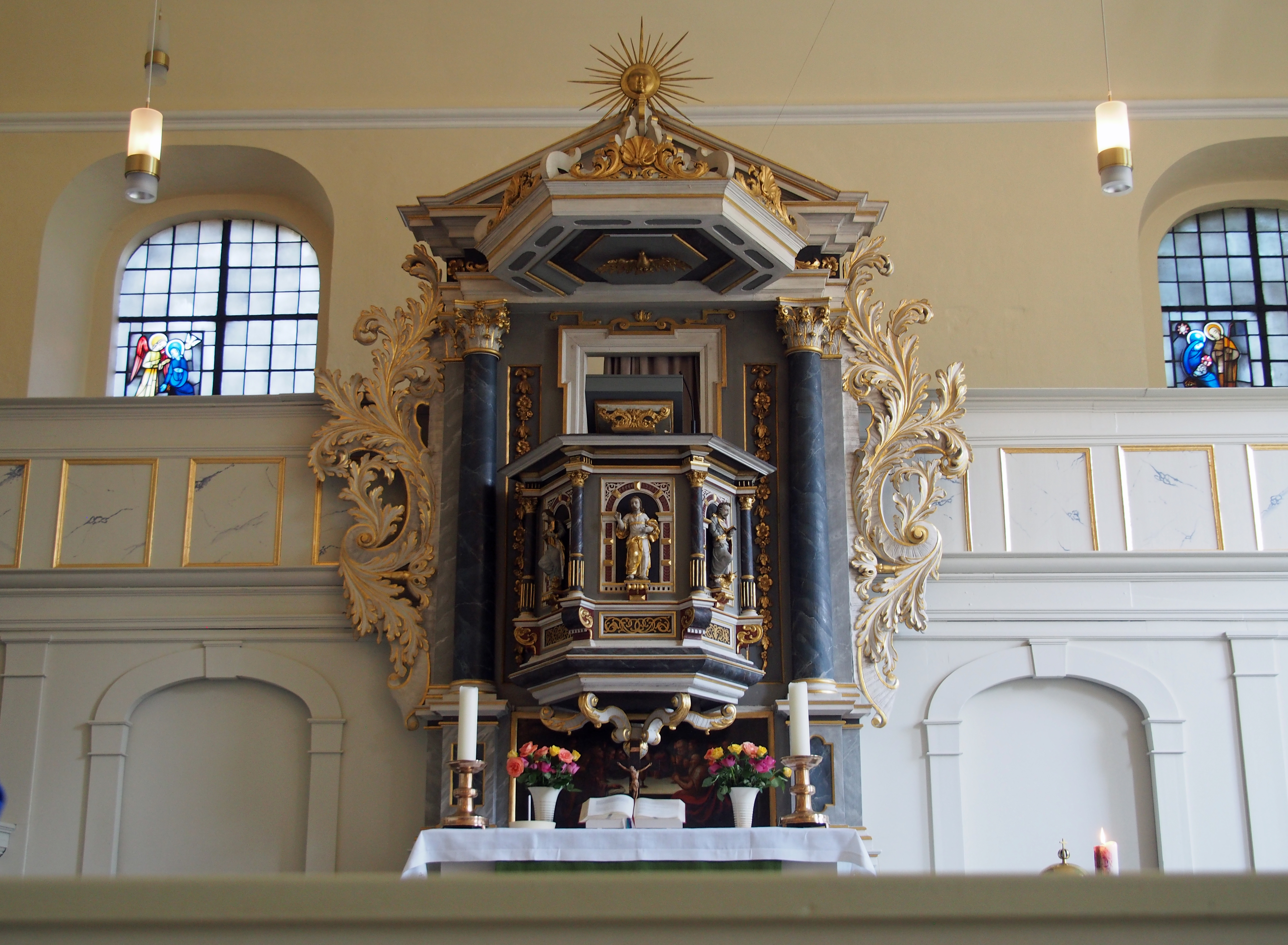
Kanzelaltar

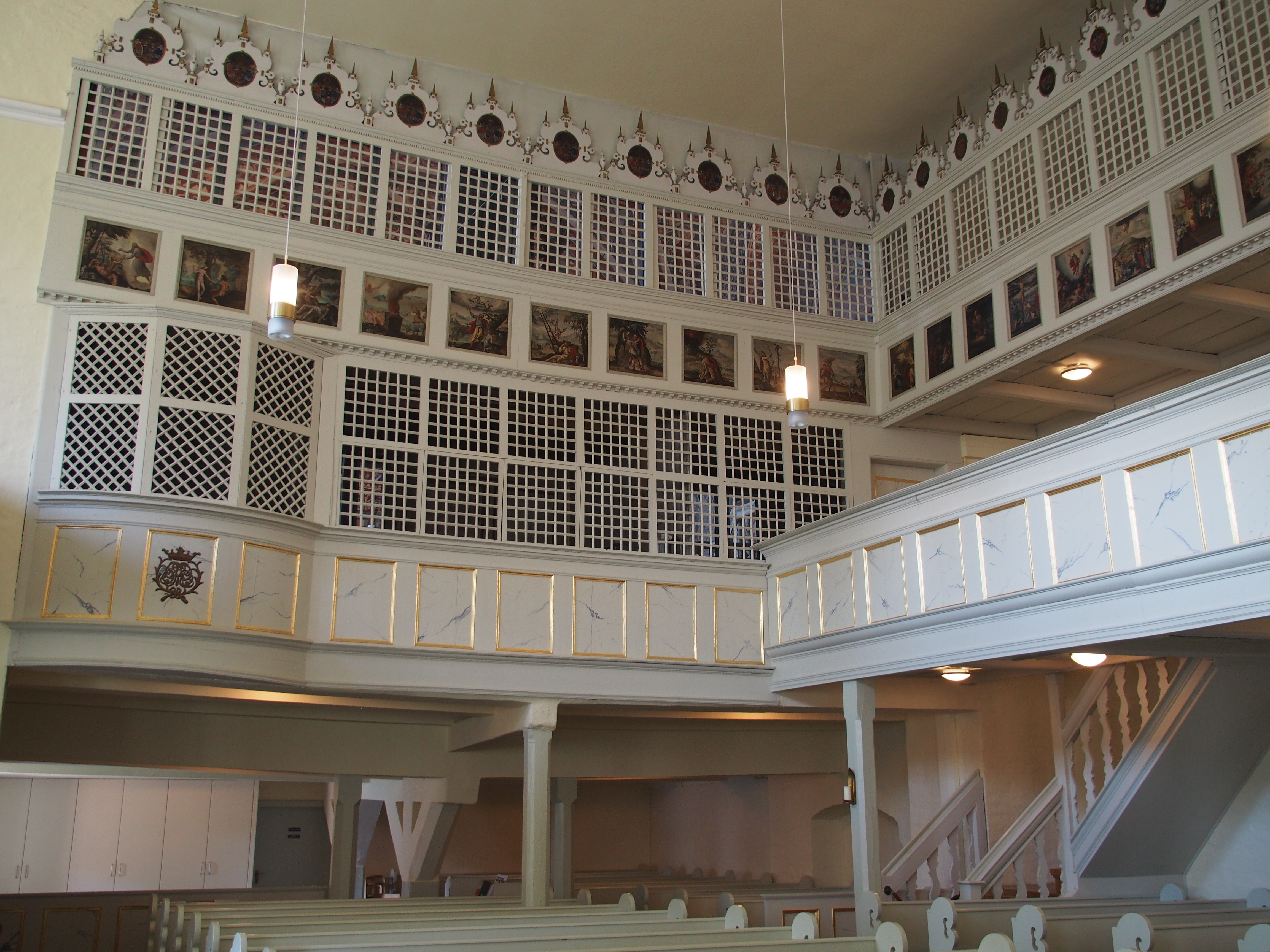
Empore mit Priechen

Der Kanzelaltar vor der Ostempore zeigt den segnenden Jesus und die vier Evangelisten. Die Kanzel aus der 2. Hälfte des 17. Jahrhunderts wurde zu Beginn des 18. Jahrhunderts in den Kanzelaltar eingefügt. Das Ölbild unter der Kanzel zeigt das letzte Abendmahl. Die zwei Glasfenster hinter dem Altar zeigen die Mariä Verkündigung und die Heilige Familie.
Die Westempore ist vermutlich während des Umbaus in der Barockzeit entstanden. In deren Priechen sitzen auch heute noch während des Gottesdienstes die Stiftsdamen (Konventualinnen) des Klosters. In dem Erker mit den schrägen Holzgittern, auf der linken Seite der Empore, hat die Äbtissin ihren Platz.
An der Nordwand befindet sich links von der Orgel ein Epitaph aus Alabaster. Es zeigt das 1608 bzw. 1617 verstorbene Ehepaar Ernst und Ilse von Langlingen, für die dieses Kunstwerk gestiftet wurde.
In den Kirchgängen sind noch einzelne Grabplatten zu sehen. Bis vor etwa 200 Jahren fanden noch Begräbnisse in der Kirche statt. Vor dem Altar im Chorraum wurde 1532 Heinrich der Mittlere, Herzog zu Braunschweig-Lüneburg und von 1486 bis 1520 Fürst von Lüneburg, beigesetzt. Die Sandstein-Grabplatte des Herzogs ist noch an der Südseite der Kirchenfassade zu sehen.

Kirche St. Marien
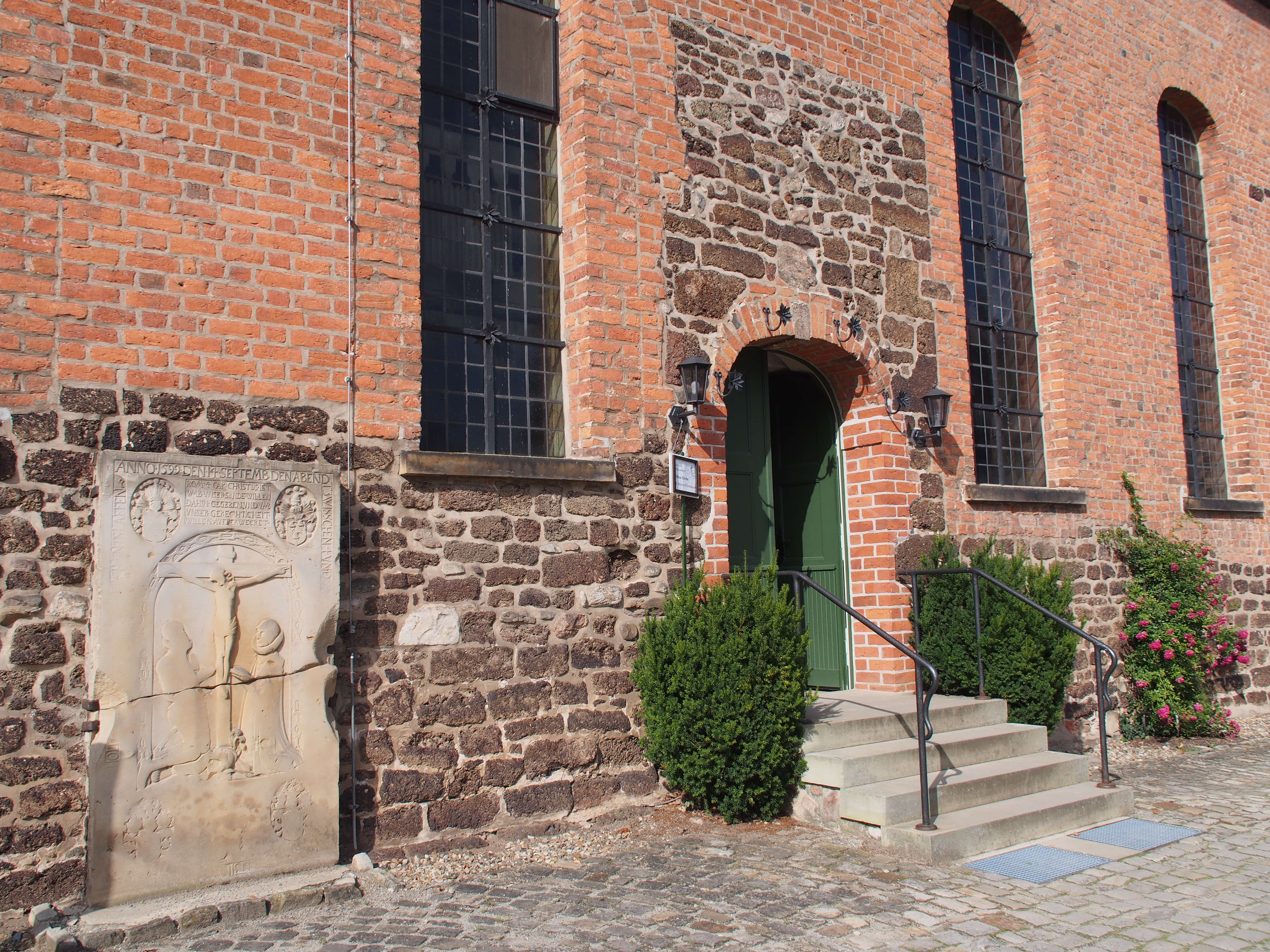
Eingang zur Kirche und Grabplatte
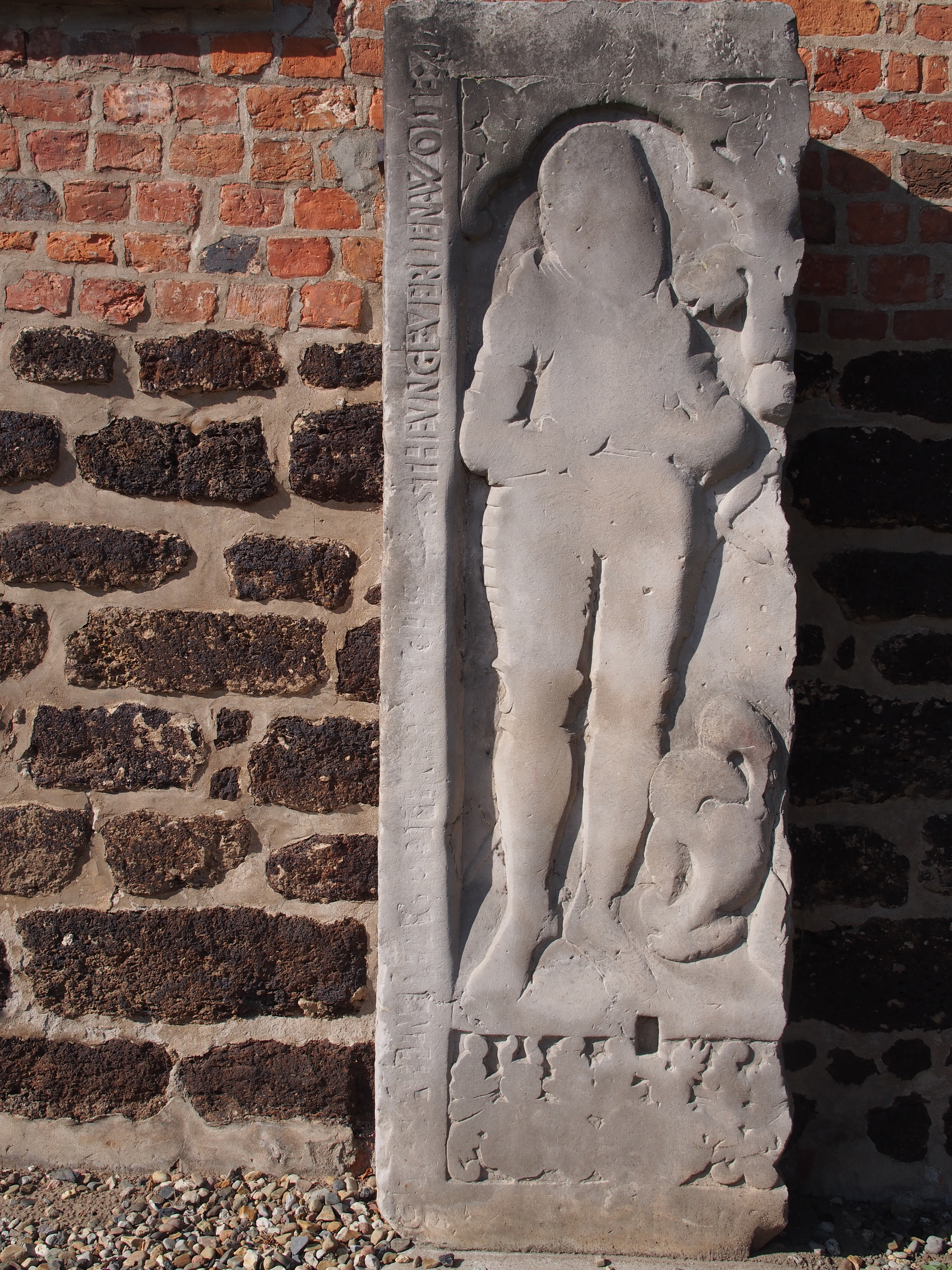
Grabplatte an der Kirche
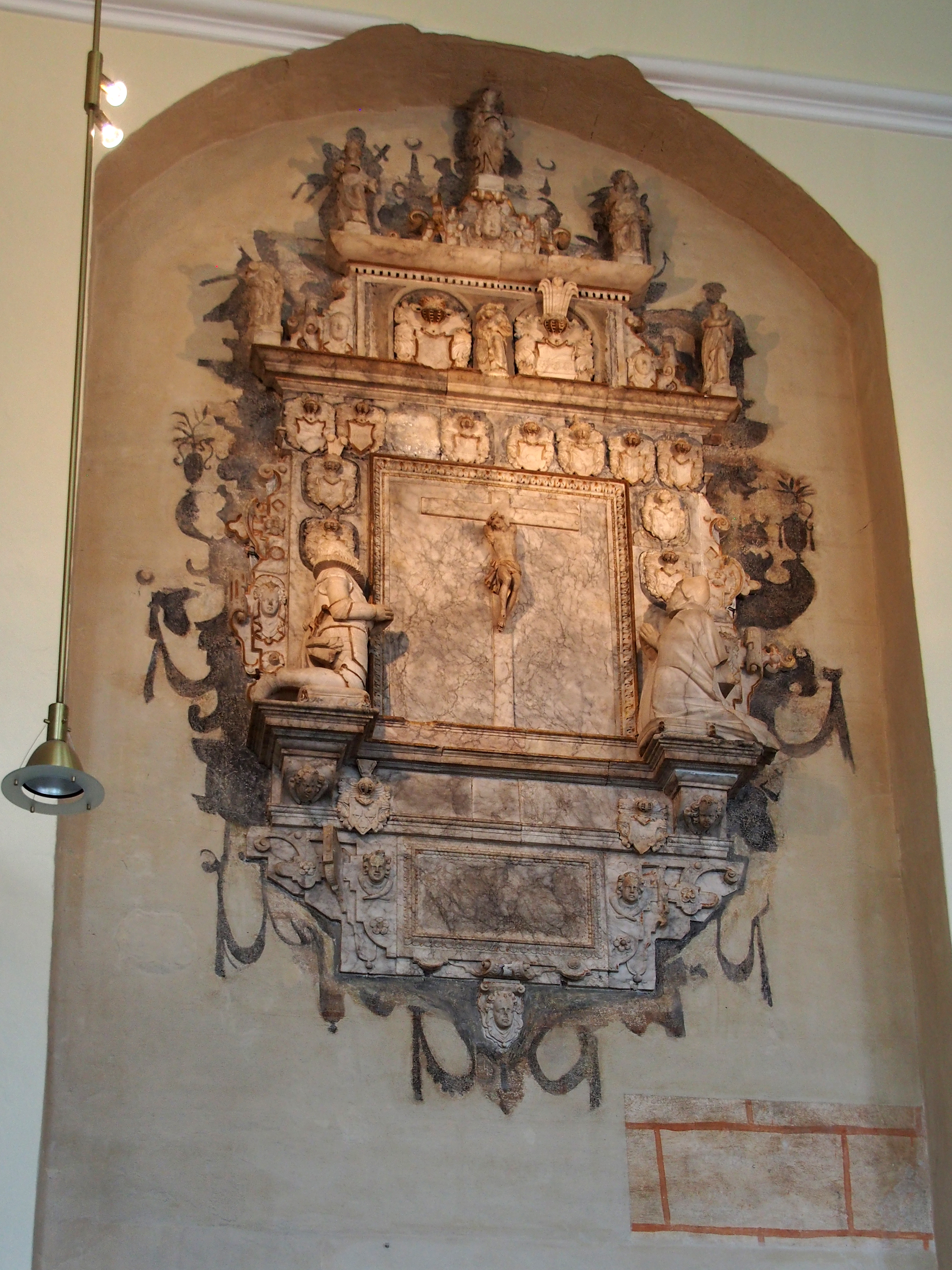
Epitaph der Familie von Langlingen

## Orgel

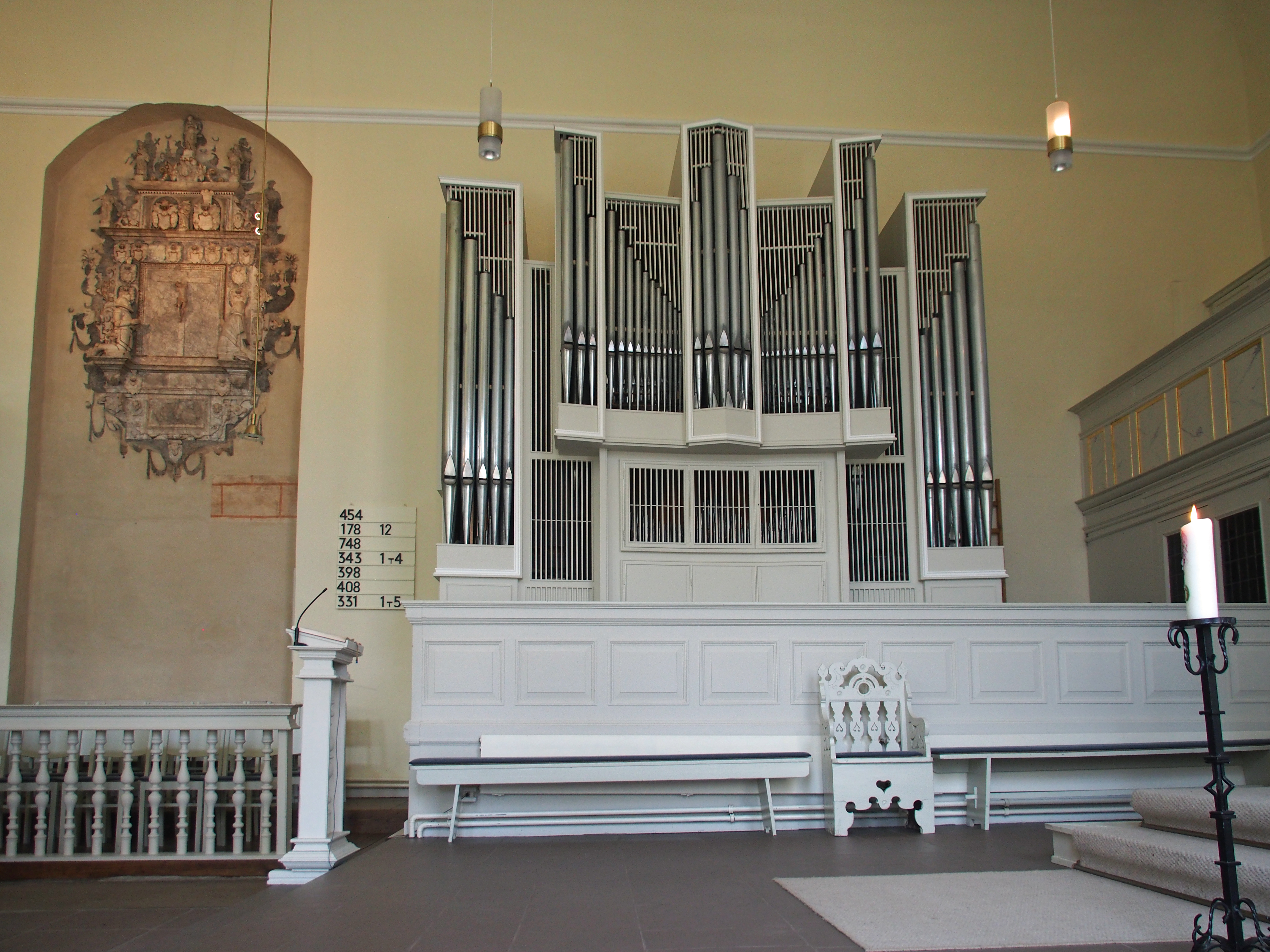
Die Orgel

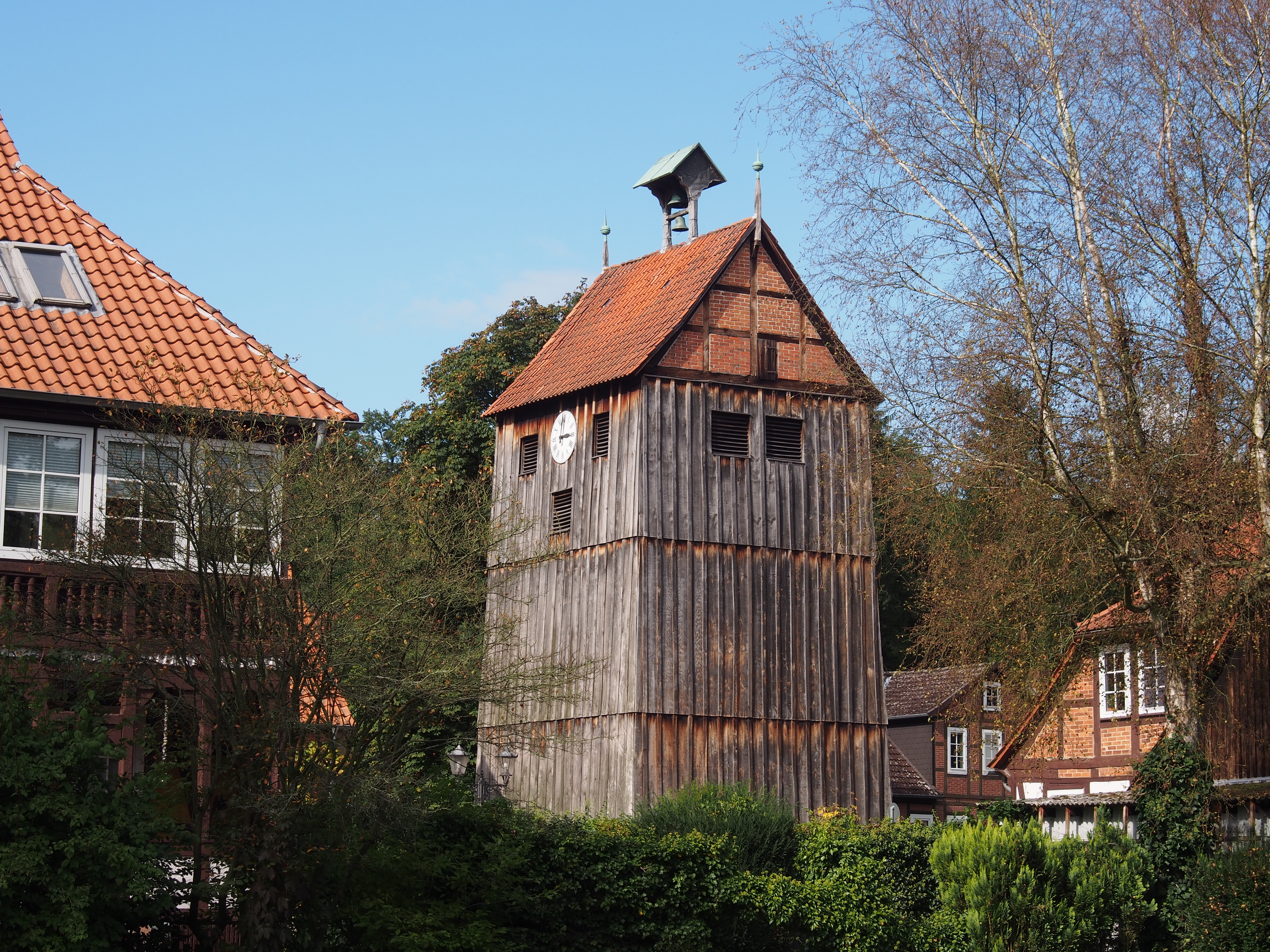
Uhr- und Glockenturm

Die Kirche erhielt ihre erste Orgel im Jahr 1587. 1861 ersetzte man sie durch ein neues Instrument. Ihr ursprünglicher Platz war auf der Empore hinter dem Kanzelaltar. Die jetzige Orgel an der Nordwand der Kirche wurde 1956 von der Orgelbaufirma Emil Hammer aus Arnum bei Hannover geliefert und bis 1971 vervollständigt. Sie besitzt zwei Manualwerke und Pedalwerk mit 23 Registern (1574 Pfeifen).

## Turm und Glocken
Ursprünglich befand sich an dem Westgiebel der Kirche ein Glockenturm. Beim Bau des Nonnenchors des Klosters (1330) musste dieser weichen. Der heutige freistehende Glockenturm befindet sich etwa 45 m östlich der Kirche. Er stammt aus dem 18. Jahrhundert und beherbergt vier Läuteglocken und zwei Schlagglocken.